# Statuia Sfântului Ioan Nepomuk din Sibiu
Statuia Sfântului Ioan Nepomuk din Sibiu este un monument de piatră închinat Sfântului Ioan Nepomuk, care a fost amplasat în anul 1734 în Piața Mare din Sibiu. Ea a fost demontată în 1948 și depozitată în curtea Muzeului Brukenthal, fiind reinstalată în 1988 în curtea interioară a casei parohiale romano-catolice din Piața Mare. 

## Sfântul Ioan Nepomuk
Ioan Nepomuk (Jan Nepomucký, Johannes von Nepomuk) a trăit între anii 1345-1393, fiind vicar general al Arhiepiscopiei romano-catolice de Praga. Intrat în conflict cu regele Venceslau al IV-lea al Boemiei ca urmare a opoziției sale față de numirea unui abate propus de rege, el a fost arestat, torturat și apoi aruncat de pe Podul Carol în râul Vltava. A fost beatificat la 31 mai 1721 și canonizat la 19 martie 1729 de papa Benedict al XIII-lea, fiind considerat martir al credinței catolice. Mormântul său se află în Catedrala Sfântul Vitus din Praga.

## Istoric
În urma Reformei Protestante, populația săsească din Sibiu a trecut la luteranism, iar bisericile catolice au intrat în posesia luteranilor. Sibiul a rămas timp de 150 ani fără biserici catolice. 
În anul 1688 armatele imperiale habsburgice au pătruns în Transilvania, pe care scos-o de sub influența otomană. Integrarea Transilvaniei în teritoriile Casei de Habsburg a fost consacrată prin Diploma leopoldină din 4 decembrie 1691. Odată cu armatele imperiale s-au așezat în Sibiu călugării iezuiți, care au obținut poziții importante în istoria orașului. La început slujbele religioase catolice se oficiau în Hala Croitorilor din Piața Mare. După iezuiți au venit în oraș călugării franciscani, care au preluat fosta biserică minorită (1716) și călugărițele ursuline care au preluat fosta biserică dominicană (1728).
Iezuiții au construit la Sibiu în perioada 1726-1733 Biserica romano-catolică din Piața Mare. În partea de vest a pieței, generalul conte Francisc Anton Wallis, guvernator al Transilvaniei (1732-1734), a instalat în 1734 o statuie a sfântului Ioan Nepomuk, realizată de un sculptor necunoscut de proveniență austriacă sau boemiană.
Referitor la amplasarea statuii, istoricul Hermann Fabini consemnează următoarea legendă: „În sec. XVIII, în timpul Contrareformei, iezuiții au revenit la Sibiu. Ei au construit o biserică și o mănăstire și au așezat sub turnul bisericii statuia Sfântului Nepomuk. (...) Cum populația de confesiune evanghelică a orașului nu lua în seamă acest sfânt, ba chiar îl ridiculiza, statuia a fost așezată pe podul din fața Porții Ocnei. Când vechea poartă s-a dărâmat, sfântul a fost îngropat sub ruinele ei. Generalul comandant contele Franz Wallis a ordonat atunci așezarea statuii în Piața Mare.”
După amplasarea statuii, sibienii de confesiune luterană au încercat, în repetate rânduri, sã deterioreze statuia. Pentru a o proteja de vandali, autoritățile au instalat o pază militară, iar magistratul orașului a emis o ordonanță care interzicea denigrarea, blasfemierea sau insultarea statuii.
După cum se observă dintr-o litografie a lui Karl Koller din secolul al XIX-lea, Statuia Sf. Ioan Nepomuk a fost împrejmuită cu un gard format din pari legați între ei cu frânghii sau lanțuri. Începând din 1862, statuia a fost înconjurată cu un grilaj din fier forjat pe care au fost montate cinci felinare. Piața Mare a fost pavată cu piatră de granit în 1874. 
În anul 1948, după instaurarea regimului comunist în România, statuia Sf. Ioan Nepomuk a fost trasă de pe soclu cu frânghii și utilaje grele. Statuia se afla acolo de peste 200 de ani. Tot atunci a fost demontată și fântâna Falkenhayn cu grilaj metalic, care fusese amplasată aici înainte de 1538. Soclul a fost demontat în bucăți, care au fost adunate într-o grămadă lângă intrarea în Casa Parohială Romano-Catolică din Piața Mare. Martora oculară Maria Neagu, elevă pe atunci, a descris astfel demolarea statuii: „Era un spectacol trist. Cei adunați acolo erau revoltați, dar nimeni nu avea puterea sau curajul să-i oprească pe cei care aveau sarcina să curețe locul până la lăsarea serii. Adulții de lângă noi șopteau că în locul lui se va înălța statuia lui Stalin.”
Statuia a fost transportată în mod necorespunzător în curtea Bisericii franciscane, ea fiind găsită de autoritățile culturale din Sibiu „mutilată și deteriorată”, după cum reiese dintr-un raport oficial din mai 1948. („Zace mutilată și deteriorată, din pricina modului brutal în care s-a efectuat transportul, în curtea Mănăstirii Surorilor Franciscane”). În urma demontării și transportului, capul statuii a avut de suferit. Autoritățile sibiene nu știau ce să facă cu statuia, cerând în acest sens sfatul Ministerului Artelor. La această solicitare, Ministerul Artelor dădea răspuns la 25 iunie 1948 sfătuind autoritățile sibiene să încredințeze resturile deteriorate ale statuii direcției Muzeului Brukenthal. Statuia și bucățile din soclu au fost aduse în curtea interioară a Muzeului Brukenthal, unde monumentul a fost reasamblat.
În Piața Mare din Sibiu a fost amenajat un parc cu flori. Parcul a fost desființat în 1984, în Piața Mare fiind amplasată statuia cărturarului Gheorghe Lazăr.
Statuia Sf. Ioan Nepomuk s-a aflat timp de 39 de ani în curtea a doua a Muzeului Brukenthal până când, în anul 1988, la insistențele preotului catolic Otto Nutz (paroh în perioada 1973-1996), a fost cumpărată pentru suma simbolică de un leu, restaurată și ridicată în curtea interioară a casei parohiale romano-catolice (fostul seminar iezuit), la câteva zeci de metri de fostul ei amplasament. Din cauza faptului că statuia nu încăpea pe poarta cu boltă a casei parohiale, a fost nevoie să se spargă din ziduri.
Începând din anul 2002 s-a inițiat un plan de refacere al centrului istoric al Sibiului. În urma cercetărilor arheologice s-a identificat amplasamentul, adâncimea fundației statuii și a gardului înconjurător. În anul 2003 arhitectul șef al municipiului Sibiu, Szalbolcs Guttmann, care conducea lucrările de refacere a centrului istoric, și-a afirmat intenția de a îndepărta statuia lui Gh. Lazăr din Piața Mare și de a readuce statuia Sf. Ioan Nepomuk. Această intenție nu s-a materializat din cauza opoziției vehemente a reprezentanților Bisericii Ortodoxe Române. Oricum, după părerea specialiștilor, structura de piatră a statuii nu ar mai rezista unui nou proces de mutare.

## Descrierea statuii
Statuia lui Ioan Nepomuk din Sibiu este construită din piatră, fiind amplasată pe un soclu de cărămidă. Ea este realizată în stil baroc, fiind considerată cea mai mare reprezentare a sfântului pe teritoriul României.
Sfântul Ioan Nepomuk este reprezentat, la fel ca și în majoritatea reprezentărilor sculpturale din Europa, îmbrăcat cu veșminte episcopale: beretum pe cap și deasupra cele 5 stele, pelerina scurtă (pluviala), haina liturgică cu bordură dantelată (surplis) și rasa preoțească (reverenda). El are capul ușor înclinat spre dreapta, mâna stângă este puțin ridicată, iar în mâna dreaptă ține un crucifix.
Pe trunchiul secundar al soclului se află următoarea inscripție săpată în piatră: "D.T.O.M. A.C. MDCCXXXIV XVII Kal. Jun.". Dedesubt, pe trunchiul principal, este o inscripție în limba latină, pe 33 de rânduri, parțial ilizibilă: "VI [...] collosum [...] IOANNIS NEP. martiris [...] FRANC. de PAUL [...] Cibiniensis [...]".

## Imagini

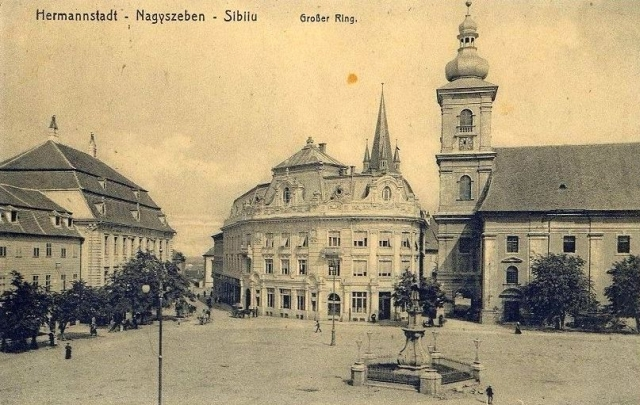
Ilustrată veche din perioada antebelică. Se observă amplasarea statuii în Piaţa Mare din Sibiu.
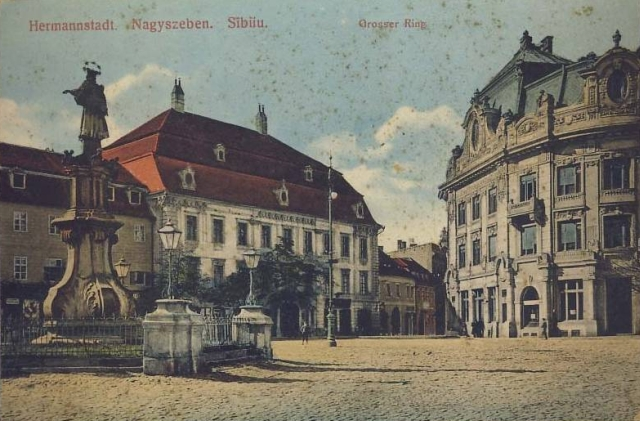
Ilustrată veche din perioada antebelică. Se observă amplasarea statuii în Piaţa Mare din Sibiu.
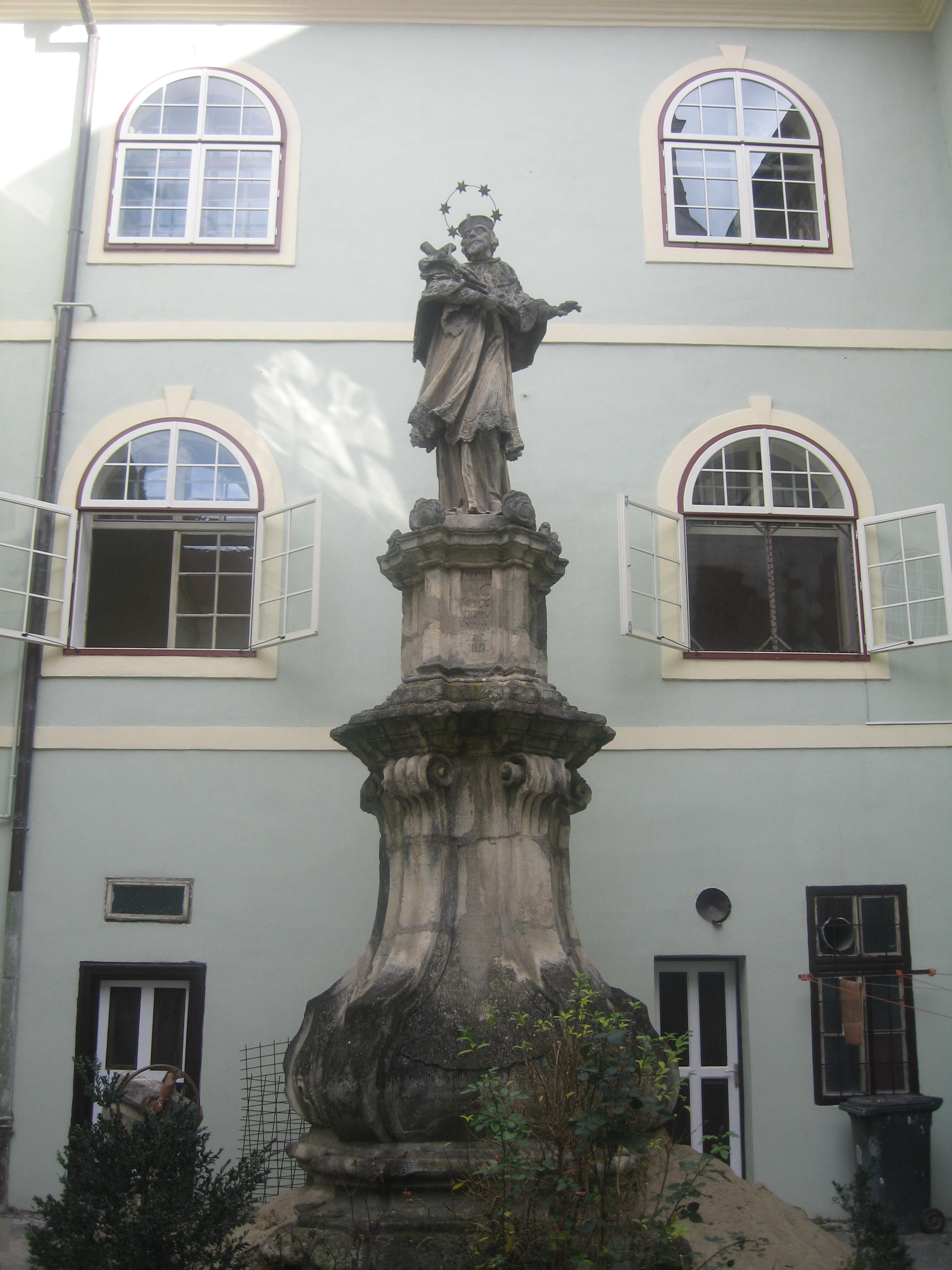
Statuia Sf. Ioan Nepomuk din Sibiu
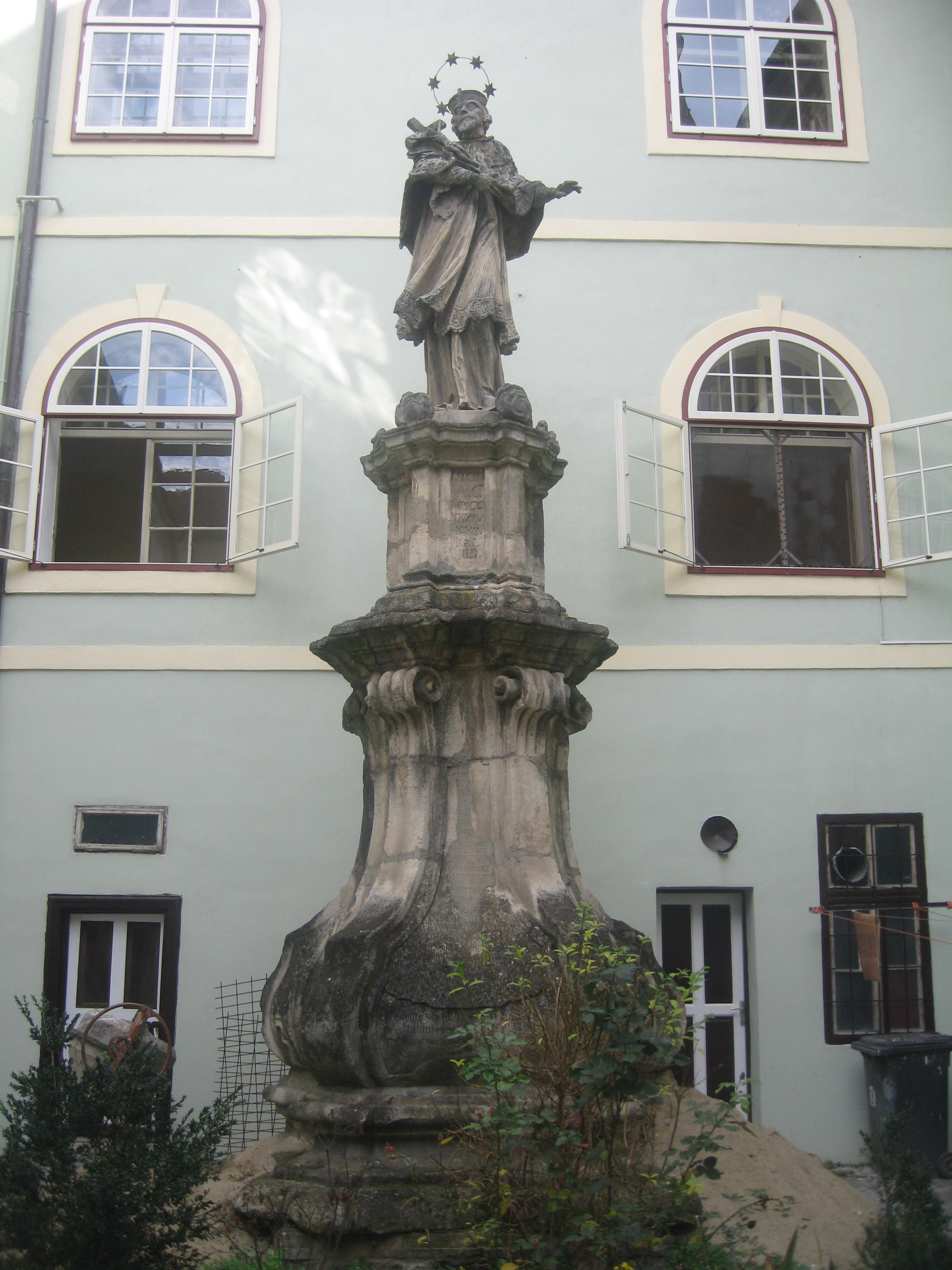
Statuia Sf. Ioan Nepomuk din Sibiu
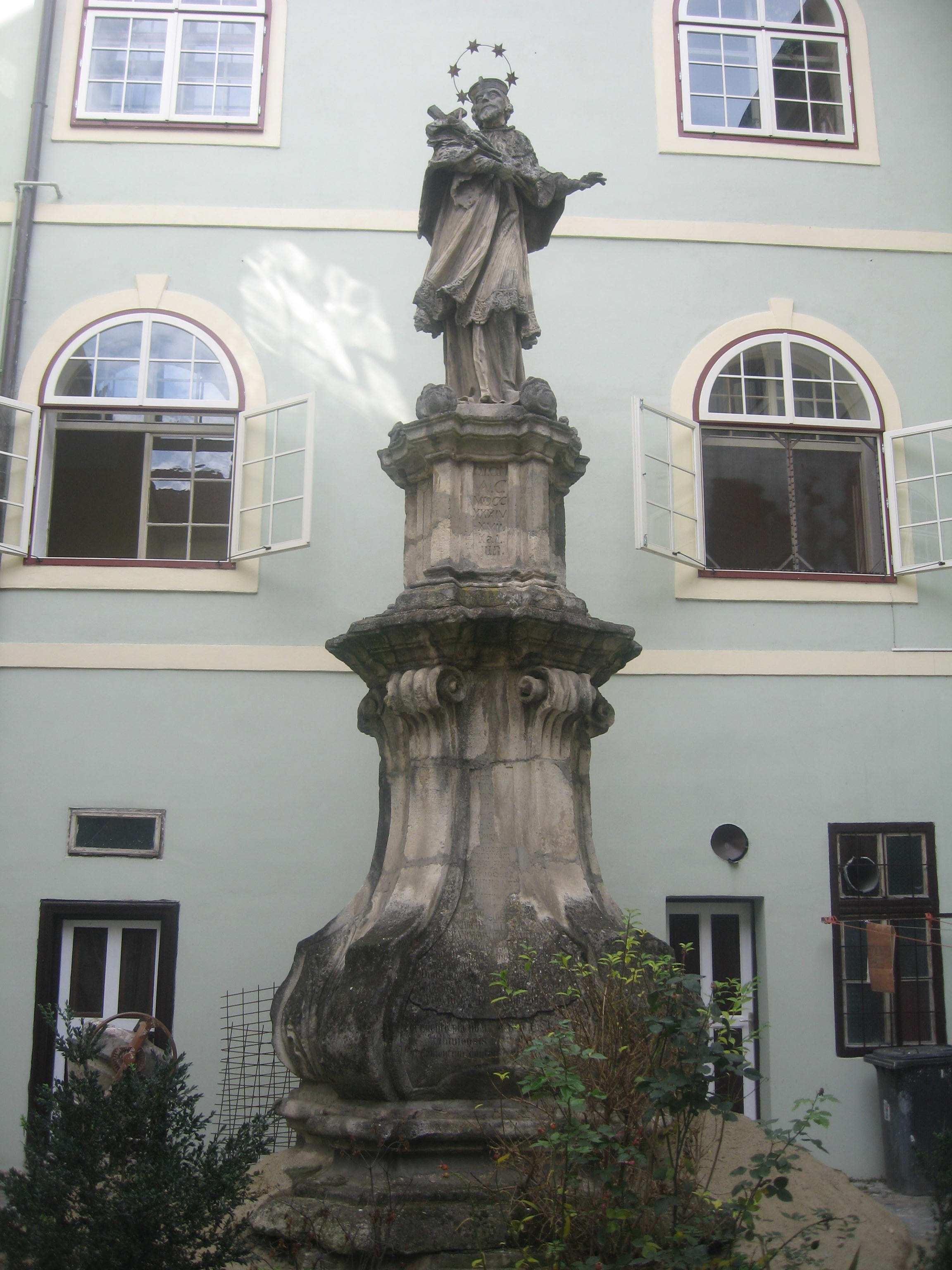
Statuia Sf. Ioan Nepomuk din Sibiu
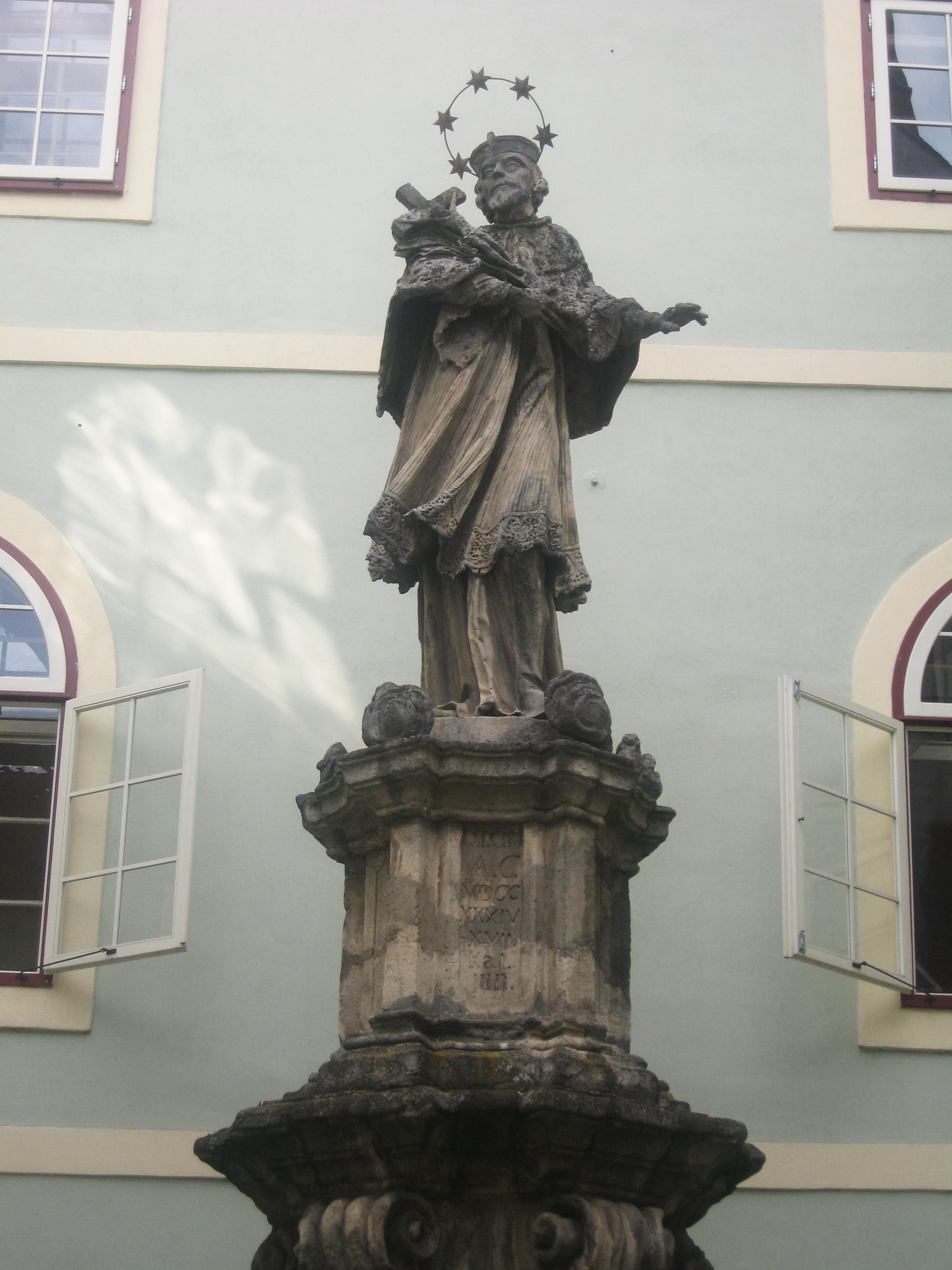
Statuia Sf. Ioan Nepomuk
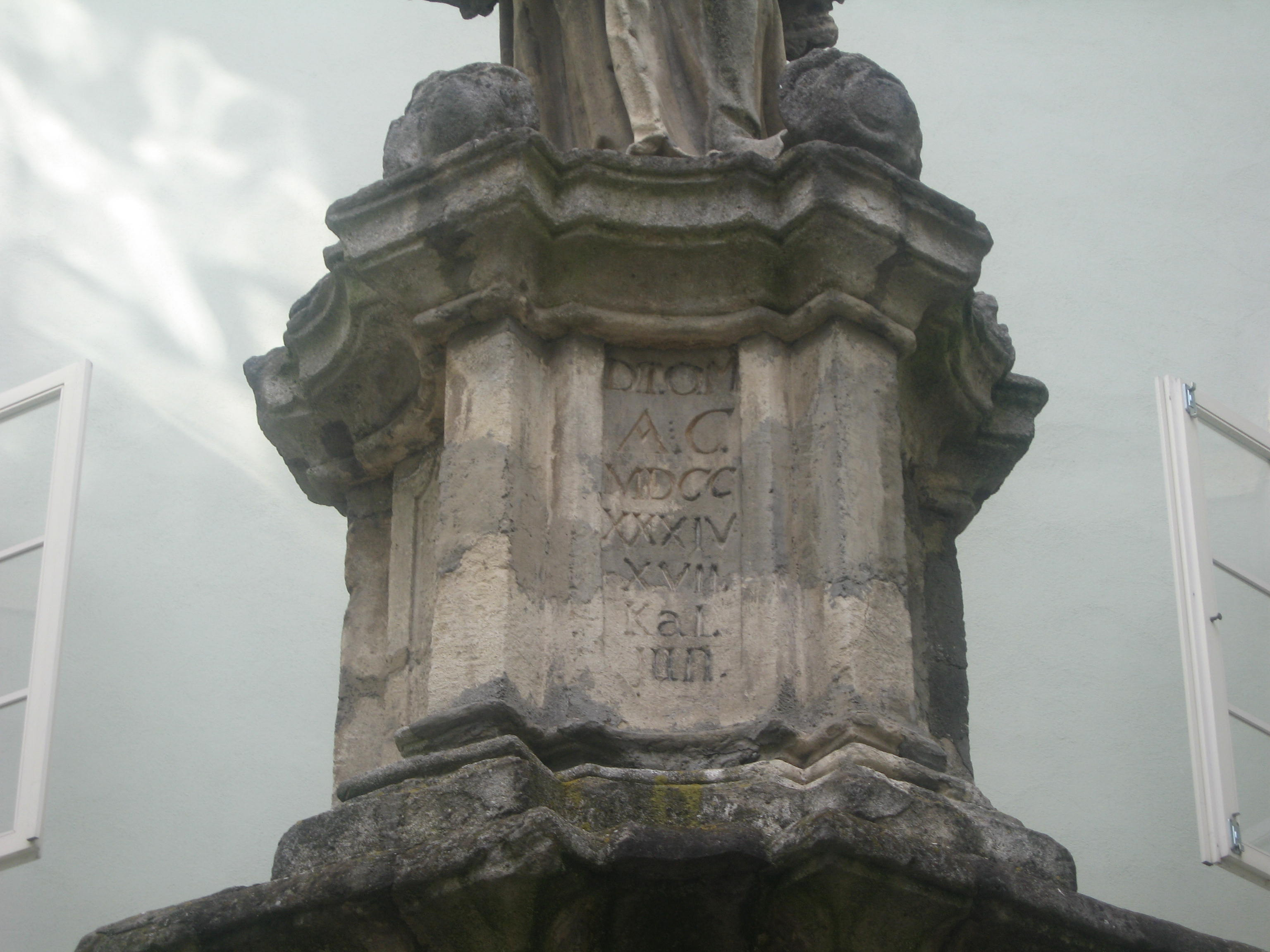
Inscripţie pe piedestal
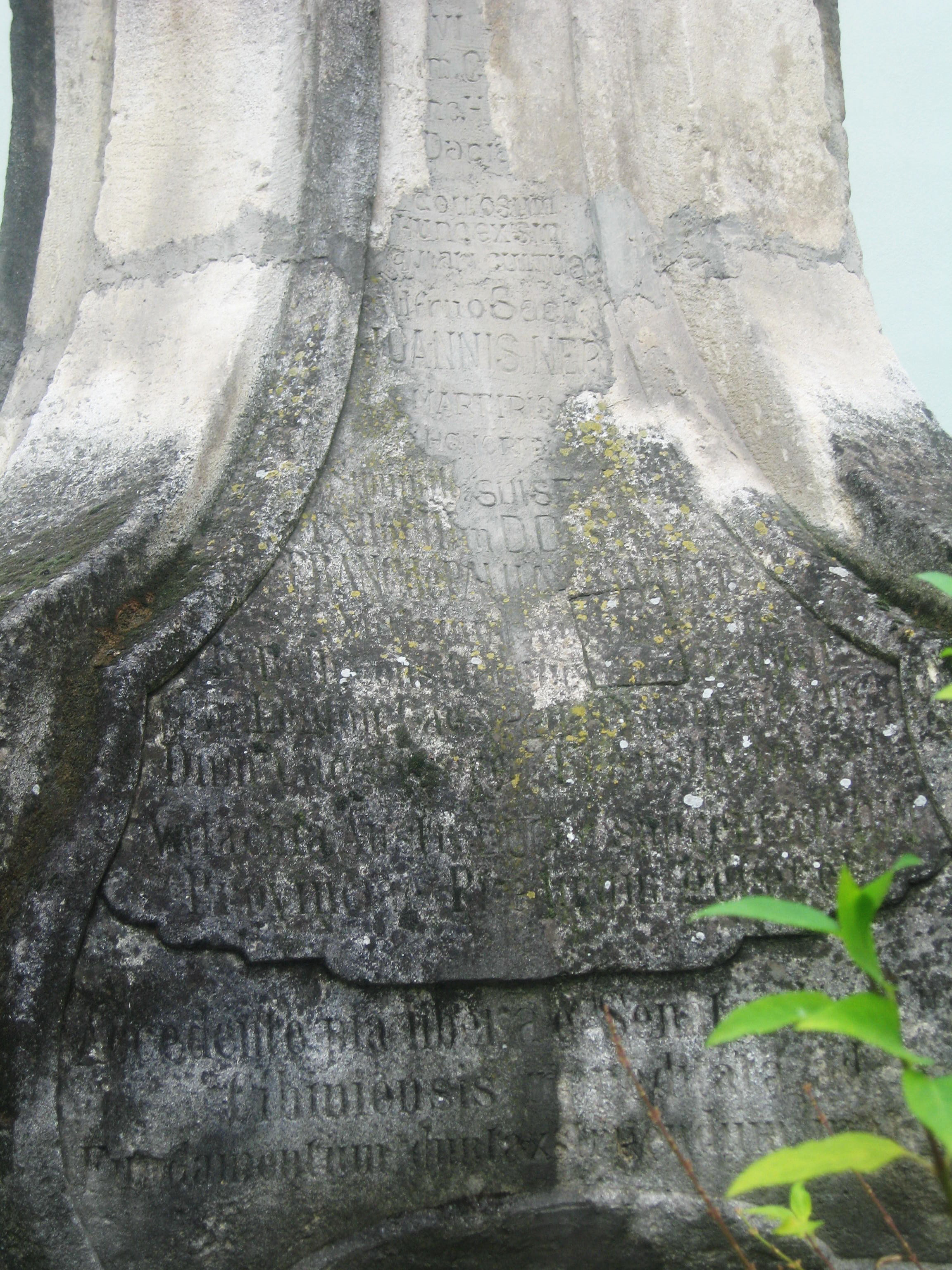
Detaliu cu inscripţie